# Grand Valley State University

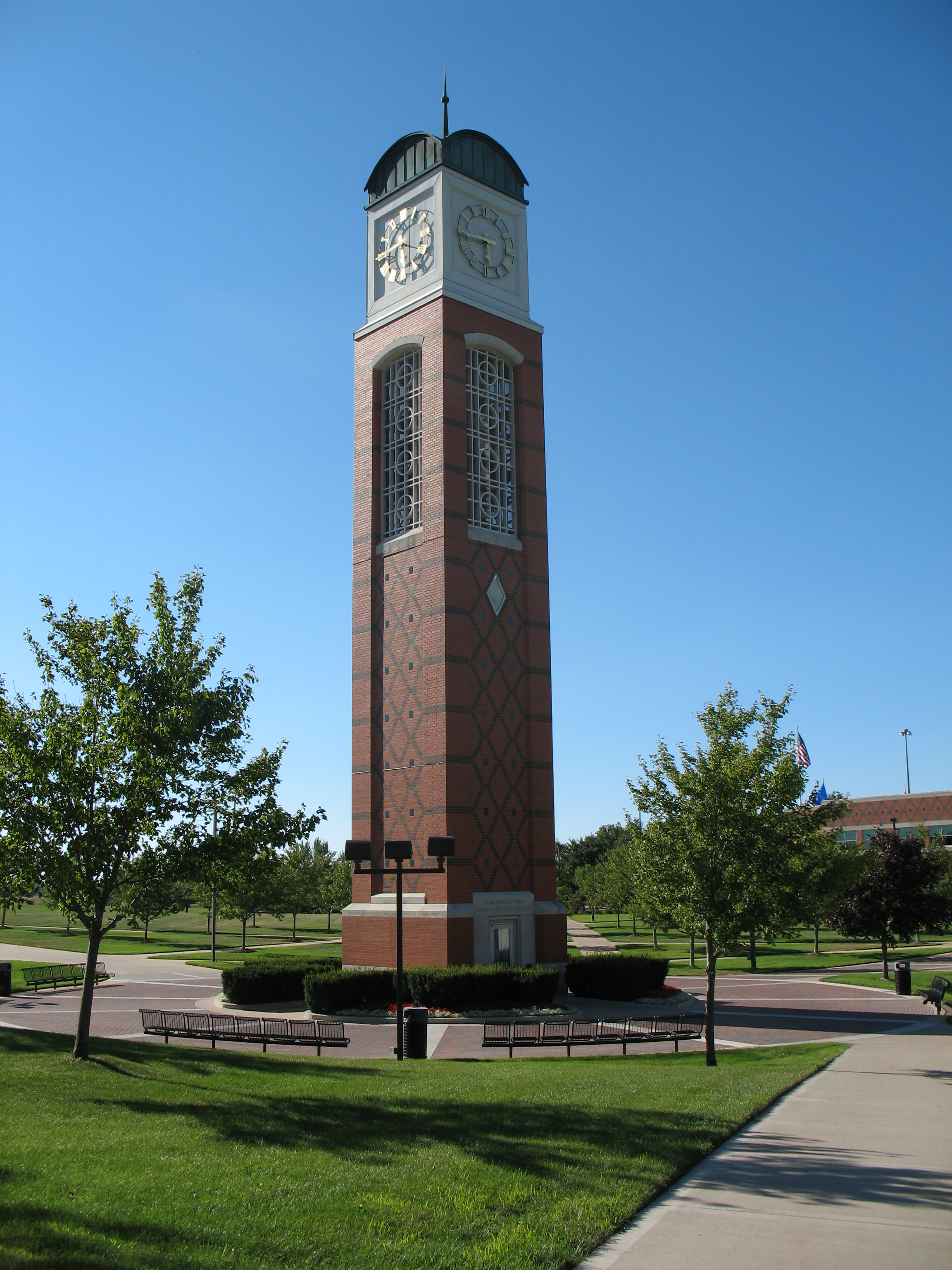
Glockenturm mit Glockenspiel (Carillon), mit dem Namen Cook Carillon Tower

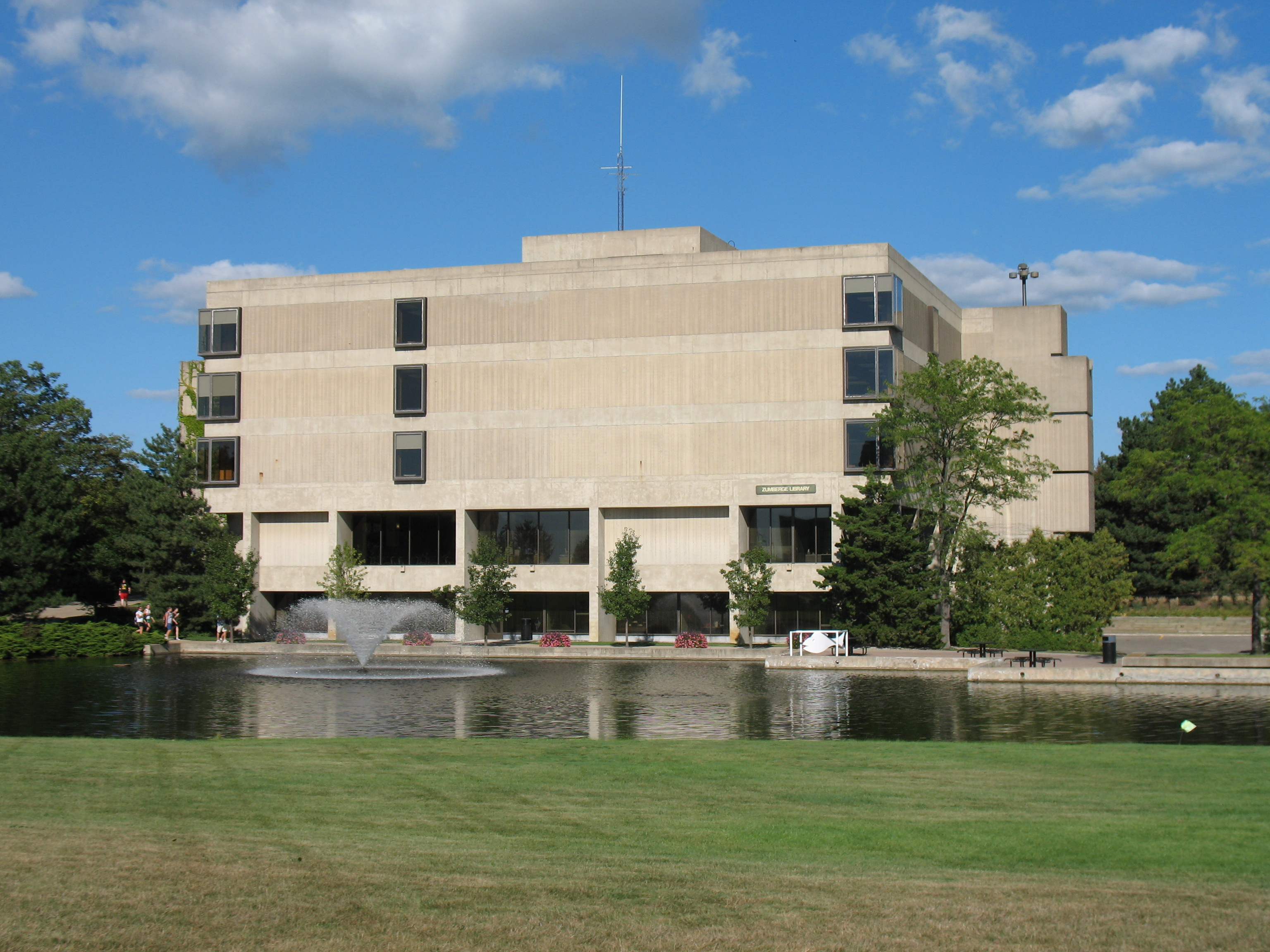
Die James H. Zumberge Bibliothek

Die Grand Valley State University (GVSU) ist eine staatliche Universität in Allendale im US-Bundesstaat Michigan.
Neben dem Hauptcampus in Allendale gibt es den Pew Campus in Grand Rapids, den Meijer Campus in Holland und weitere Zentren in Muskegon und Traverse City. Die Hochschule wurde 1960 gegründet.

## Einteilung
Die Lehre der Universität ist eingeteilt in:
- Community and Public Services (Gemeinschafts- und Öffentliche Dienste)
- Geistes- und Naturwissenschaften
- Gesundheitsberufe
- Interdisziplinäre Initiativen
- Pädagogik
- Pflege (Kirkhof College of Nursing)
- Wirtschaftswissenschaften (Seidman College of Business)

## Zahlen zu den Studierenden, den Dozenten und zum Vermögen
Im Herbst 2021 waren 22.406 Studierende an der GVSU eingeschrieben. Davon strebten 19.379 (86,5 %) ihren ersten Studienabschluss an, sie waren also undergraduates. Von diesen waren 61 % weiblich und 39 % männlich; 3 % bezeichneten sich als asiatisch, 4 % als schwarz/afroamerikanisch, 6 % als Hispanic/Latino und 81 % als weiß. 3.027 (13,5 %) arbeiteten auf einen weiteren Abschluss hin, sie waren graduates. Es lehrten 1.678 Dozenten an der Universität, davon 1.094 in Vollzeit und 584 in Teilzeit.
2006 studieren hier 23.295 Studenten.
Der Wert des Stiftungsvermögens der Universität lag 2021 bei 175,6 Mio. US-Dollar und damit 33,9 % höher als im Jahr 2020, in dem es 131,1 Mio. US-Dollar betragen hatte.

## Sport
Die Sportteams der GVSU sind die Lakers. Die Hochschule ist Mitglied in der Great Lakes Intercollegiate Athletic Conference.

## Persönlichkeiten

### Politiker
- Brian Calley (* 1977), Politiker, Vizegouverneur von Michigan, Master an der GVSU 2000
- Thomas Remengesau junior (* 1956), 2001 bis 2009 und 2013 bis 2021 Präsident von Palau, Abschluss an der GVSU 1979
- Erion Veliaj (* 1979), seit 2015 Bürgermeister von Tirana, Bachelor in Politikwissenschaften an der GVSU

### Sportler
- Tony Ferguson (* 1984), Mixed-Martial-Arts-Kämpfer
- Matthew Judon (* 1992), American-Football-Spieler, 2010 bis 2014 an der GVSU
- Tim Lelito (* 1989),  American-Football-Spieler
- Ashley Rodrigues (* 1988), Fußballnationalspielerin für die Guyanische Fußballnationalmannschaft der Frauen
- Sarah Zelenka (* 1987), Ruderin, vierter Platz bei den Olympischen Spielen 2012